# أزهر (اسم)
أَزْهَر هو اسم علم مذكر من أصل عربي، جاء الاسم على صيغة أفعل، ومعناه هو المضيء اللامع والصافي المشرق الوجه، والقمر.

## شخصيات تحمل الاسم
أزهر الدليمي مقاتل قي جيش المهدي
أزهر جرجيس كاتب عراقي
أزهر العبيدي كاتب ومؤرخ عراقي
أزهر علي لاعب كركيت باكستاني
أزهر عبيدي مترجم وروائي استرالي
أزهر حسين مصارع رياضي باكستاني
أزهر بن مروان احد رواة الحديث
أزهر بن عبد عوف احد صحابة النبي محمد
أزهر بن راشد راوي مجهول
أزهر شيخ لاعب كركيت هندي
أزهر سعيد لاعب كركيت باكستاني
أزهر عباس لاعب كركيت نيوزيلندي
أزهر منصور مكتشف ماليزي